# Edraianthus glisicii
Edraianthus glisicii är en klockväxtart som beskrevs av Cernjavski och Soska. Edraianthus glisicii ingår i släktet Edraianthus och familjen klockväxter.
Artens utbredningsområde är Montenegro. Inga underarter finns listade i Catalogue of Life.